# Jan Karol Dowgiałło Zawisza
Jan Karol Dowgiałło Zawisza herbu Płomieńczyk (ur. w sierpniu 1597, zm. 9 marca 1661 w Bezdzieży), duchowny rzymskokatolicki, regent kancelarii i referendarz Wielkiego Księstwa Litewskiego, kanonik wileński i proboszcz trocki, kanclerz Akademii i Uniwersytetu Wileńskiego Towarzystwa Jezusowego w latach 1656-1661.
W 1648 roku był elektorem Jana II Kazimierza Wazy z województwa wileńskiego. Towarzyszył królowi Janowi II Kazimierzowi Wazie podczas pobytu na Śląsku Opolskim w czasie potopu szwedzkiego. Od 16 października 1656 ordynariusz wileński, pisarz wielki litewski w 1649 roku, duchowny referendarz wielki litewski w 1649 roku, sekretarz Jego Królewskiej Mości, regent kancelarii większej w 1641 roku, archidiakon wileński, kanonik wileński.
Według Niesieckiego Jan Dowgiałło Zawisza był synem Kaspra Janowicza Dowgiało, bratem Michała.
Na sejmie 1658 roku wyznaczony z Senatu komisarzem do zapłaty wojsku Wielkiego Księstwa Litewskiego. 